# Markada (poddystrykt)
Markada – jedna z 7 jednostek administracyjnych trzeciego rzędu (nahijja) dystryktu Al-Hasaka w muhafazie Al-Hasaka w Syrii.
W 2004 roku poddystrykt zamieszkiwało 34 745 osób.